# Temporada 1991-92 de los Denver Nuggets
La temporada 1991-92 fue la decimosexta de los Denver Nuggets en la NBA, tras la fusión de la liga con la ABA, donde había jugado nueve temporadas. La temporada regular acabó con 24 victorias y 58 derrotas, ocupando el undécimo puesto de la conferencia Oeste, no logrando clasificarse para los playoffs.

## Elecciones en elDraft
| Ronda | Puesto | Jugador         | Posición | Nacionalidad   | Universidad |
| ----- | ------ | --------------- | -------- | -------------- | ----------- |
| 1     | 4      | Dikembe Mutombo | Pívot    | Zaire          | Georgetown  |
| 1     | 8      | Mark Macon      | Escolta  | Estados Unidos | Temple      |

## Temporada regular
| División Medio Oeste   | División Medio Oeste | División Medio Oeste | División Medio Oeste | División Medio Oeste | División Medio Oeste | División Medio Oeste | División Medio Oeste | División Medio Oeste |
| Equipo                 | G                    | P                    | %                    | PD                   | Casa                 | Fuera                | Div                  |                      |
| ---------------------- | -------------------- | -------------------- | -------------------- | -------------------- | -------------------- | -------------------- | -------------------- | -------------------- |
| y-Utah Jazz            | 55                   | 27                   | .671                 | —                    | 37–4                 | 18–23                | 20–6                 |                      |
| x-San Antonio Spurs    | 47                   | 35                   | .573                 | 8                    | 31–10                | 16–25                | 18–8                 |                      |
| Houston Rockets        | 42                   | 40                   | .512                 | 13                   | 28–13                | 14–27                | 12–14                |                      |
| Denver Nuggets         | 24                   | 58                   | .293                 | 31                   | 18–23                | 6–35                 | 8–18                 |                      |
| Dallas Mavericks       | 22                   | 60                   | .268                 | 33                   | 15–26                | 7–34                 | 11–15                |                      |
| Minnesota Timberwolves | 15                   | 67                   | .183                 | 40                   | 9–32                 | 6–35                 | 9–17                 |                      |

## Estadísticas
| Rk | Jugador         | Edad | P  | PT | MP   | TC  | TCI  | %TC  | T3  | T3I | %T3  | TL  | TLI | %TL  | RO  | RD  | RT   | AS  | RB  | TAP | BP  | FP  | PTS  |
| -- | --------------- | ---- | -- | -- | ---- | --- | ---- | ---- | --- | --- | ---- | --- | --- | ---- | --- | --- | ---- | --- | --- | --- | --- | --- | ---- |
| 1  | Dikembe Mutombo | 25   | 71 | 71 | 38.3 | 6.0 | 12.2 | .493 | 0.0 | 0.0 |      | 4.5 | 7.0 | .642 | 4.5 | 7.8 | 12.3 | 2.2 | 0.6 | 3.0 | 3.5 | 3.8 | 16.6 |
| 2  | Greg Anderson   | 27   | 82 | 82 | 34.1 | 4.7 | 10.4 | .456 | 0.0 | 0.0 | .000 | 2.0 | 3.3 | .623 | 4.1 | 7.4 | 11.5 | 1.0 | 1.1 | 0.8 | 2.5 | 3.2 | 11.5 |
| 3  | Reggie Williams | 27   | 81 | 80 | 32.4 | 7.4 | 15.8 | .471 | 0.7 | 1.9 | .359 | 2.7 | 3.3 | .803 | 1.8 | 3.2 | 5.0  | 2.9 | 1.8 | 0.8 | 2.1 | 3.3 | 18.2 |
| 4  | Mark Macon      | 22   | 76 | 67 | 30.3 | 4.4 | 11.7 | .375 | 0.1 | 0.4 | .133 | 1.8 | 2.4 | .730 | 1.1 | 1.8 | 2.9  | 2.2 | 2.0 | 0.2 | 2.0 | 3.2 | 10.6 |
| 5  | Winston Garland | 27   | 78 | 67 | 28.3 | 4.3 | 9.6  | .444 | 0.1 | 0.4 | .321 | 2.2 | 2.6 | .859 | 0.9 | 1.6 | 2.4  | 5.3 | 1.3 | 0.3 | 2.2 | 2.6 | 10.8 |
| 6  | Marcus Liberty  | 23   | 75 | 13 | 20.4 | 3.7 | 8.3  | .443 | 0.2 | 0.7 | .340 | 1.7 | 2.4 | .728 | 1.9 | 2.2 | 4.1  | 0.8 | 0.9 | 0.4 | 1.2 | 2.2 | 9.3  |
| 7  | Chris Jackson   | 22   | 81 | 11 | 19.0 | 4.4 | 10.4 | .421 | 0.4 | 1.2 | .330 | 1.2 | 1.3 | .870 | 0.3 | 1.1 | 1.4  | 2.4 | 0.5 | 0.0 | 1.4 | 1.6 | 10.3 |
| 8  | Todd Lichti     | 25   | 68 | 10 | 17.3 | 2.5 | 5.5  | .460 | 0.0 | 0.1 | .111 | 1.5 | 1.7 | .839 | 0.5 | 1.2 | 1.7  | 1.1 | 0.6 | 0.2 | 1.1 | 1.9 | 6.6  |
| 9  | Joe Wolf        | 27   | 67 | 0  | 17.3 | 1.5 | 4.1  | .361 | 0.0 | 0.2 | .091 | 0.8 | 1.0 | .803 | 1.4 | 2.1 | 3.6  | 0.9 | 0.5 | 0.2 | 0.9 | 1.9 | 3.8  |
| 10 | Walter Davis    | 37   | 46 | 0  | 16.1 | 4.0 | 8.8  | .459 | 0.1 | 0.3 | .313 | 1.8 | 2.0 | .872 | 0.4 | 1.1 | 1.5  | 1.5 | 0.6 | 0.0 | 1.0 | 1.5 | 9.9  |
| 11 | Jerome Lane     | 25   | 9  | 5  | 15.7 | 1.1 | 4.4  | .250 | 0.0 | 0.0 |      | 0.9 | 2.1 | .421 | 2.4 | 2.4 | 4.9  | 1.4 | 0.2 | 0.1 | 1.1 | 2.0 | 3.1  |
| 12 | Scott Hastings  | 31   | 40 | 4  | 10.5 | 0.4 | 1.3  | .340 | 0.0 | 0.2 | .000 | 0.6 | 0.7 | .857 | 0.8 | 1.7 | 2.5  | 0.7 | 0.3 | 0.4 | 0.6 | 1.4 | 1.5  |
| 13 | Kevin Brooks    | 22   | 37 | 0  | 7.3  | 1.2 | 2.6  | .443 | 0.1 | 0.3 | .182 | 0.5 | 0.6 | .810 | 0.4 | 0.7 | 1.1  | 0.3 | 0.2 | 0.1 | 0.5 | 0.5 | 2.8  |
| 14 | Steve Scheffler | 24   | 7  | 0  | 6.6  | 0.6 | 1.0  | .571 | 0.0 | 0.0 |      | 0.6 | 0.9 | .667 | 1.1 | 0.4 | 1.6  | 0.0 | 0.4 | 0.0 | 0.1 | 1.1 | 1.7  |
| 15 | Anthony Cook    | 24   | 22 | 0  | 5.2  | 0.7 | 1.1  | .600 | 0.0 | 0.0 |      | 0.2 | 0.3 | .667 | 0.6 | 1.0 | 1.5  | 0.1 | 0.2 | 0.2 | 0.1 | 0.5 | 1.5  |

## Galardones y récords
| Jugador/Entrenador | Galardón                                     |
| Dikembe Mutombo    | Mejor quinteto de rookies de la NBA All-Star |
| Mark Macon         | 2.º Mejor quinteto de rookies de la NBA      |